# Eurocoelotes
Eurocoelotes is een geslacht van spinnen uit de  familie van de Amaurobiidae (nachtkaardespinnen).

## Soorten
- Eurocoelotes anoplus (Kulczyński, 1897)
- Eurocoelotes brevispinus (Deltshev & Dimitrov, 1996)
- Eurocoelotes deltshevi (Dimitrov, 1996)
- Eurocoelotes drenskii (Deltshev, 1990)
- Eurocoelotes falciger (Kulczyński, 1897)
- Eurocoelotes gasperinii (Simon, 1891)
- Eurocoelotes inermis (L. Koch, 1855)
- Eurocoelotes jurinitschi (Drensky, 1915)
- Eurocoelotes karlinskii (Kulczyński, 1906)
- Eurocoelotes kulczynskii (Drensky, 1915)
- Eurocoelotes microlepidus (de Blauwe, 1973)
- Eurocoelotes xinpingwangi Deltshev, 2009